# Монастир Сан-Беніто-де-Баг (Каталонія)
Монастир Сан Беніто де Баг (ісп. Monasterio de San Benito de Bages) — середньовічний монастир доби романики і ранньої готики в Каталонії, Іспанія.

## Історія
Збережені архіви монастиря, що надало можливість відстежити головні події в фісторії монастиря.
Монастир був заснований шляхетним паном Салла з родини Осона (або Осуна) та його дружиною Рікардою близько 950 року. За збереженою легендою він відбув у Рим, де отримав дозвіл на спорудження храму від папи римського в обхід місцевого єпископа, до юрисдикції котрого належала місцевість. Салла обіймав посаду головного судді та губернатора Осона-Мансери та Жерона.
Третього грудня 972 року відбулося освячення монастирської церкви. Акт освяти дійшов до 20 століття. Монастир висвятили на честь святої Трійці та св. Бенедикта Нурсійського (місцеве найменування Сан Беніто), засновнику чернечого ордену бенедиктинців. Приблизно з 965 року монастирська церква отримала реліквію св. Валентина, що підвищувало авторитет закладу і було звичною практикою в середньовіччя, коли монастирі, собори та церкви змагались за отримання християнських реліквій. Мощі зберігались в дерев'яному релікварії, декорованому стулками зі срібла зі сценами житія святого Валентина. Первісно монастир мав дванадцять ченців та настоятеля.
1125 року монастир був захоплений та пограбований маврами. Споруди потребували ремонтів. Ремонти провели за рахунок грошових внесків місцевих дворян, котрі в свою чергу висунули умову власного поховання на висвячених ділянках монастирського цвинтаря (аби бути по смерті ближче до верховного Бога).
В 14 столітті монастир пережив розквіт. 1336 року тут вибудували фортечні захисні мури.
Вдруге монастир постраждав від епідемії 1348 року, котра отримала назву Чорна Смерть. В живиж по смерті братії від хвороби залишилось два ченці. Відтоді розпочався занепад монастиря. Незважаючи на скрутний фінансовий стан, в монастирі продовжилось облаштування і були вибудувані нове приміщення для абата, приміщення для хворих, льох та інші гостодарські споруди.
У 14 столітті розпочались зазіхання на майно монастиря, а його юридичну незалежність ставили під сумнів.

## У 16-17 ст
У другій половині 16 ст. до керівництва монастирем пристав Пере Фрігола (1554—1576). За його керівництва вдалося призупинити занепад монастиря. Фрігола був обраний також в керівництво католицьких монастирів Каталонії. По смерті настоятеля у 1576 році монастир наново почав занепадати. В долю монастиря втрутився папа римський Климент VIII. Він видав буллу (наказ) від 1593 року, згідно котрої іспанський імператор Філіп II передав монастир Сан Беніто (котрого позбавили незалежності) в управління великому монастирю Санта Марія де Монсеррат. Згодом монастир став прихистком для літніх ченців, що прибували з монастиря Санта Марія де Монсеррат. 1620 року тут заснували мистецьку школу, де викладали мови, літературу, богослов'я і навіть проводили літературні конкурси.
1633 року монастир постраждав від пожежі, тоді ж були пошкоджені монастирська бібліотека, господарські споруди, головний вівтар церкви, а стіни були закопчені димом. Монастир ремонтували і він став переважно прихиством для літніх ченців.

## У 19 ст
Тривалий час монастир Сан Беніто розглядався як філія великого монастиря Санта Марія де Монсеррат. 1820 року його зачинили на хвилі реформ нового уряду. Через три роки на іспанський престол посів король Фердинанд VII і в країні відновили його абсолютну владу. Монастир Сан Беніто відновили і ченці знову повернулись до нього, позаяк їм повернули приміщення та частку колишнього майна. Монастир існував до 1835 року, коли низка монастирів була знову зачинена, їх майно конфіскували і виставили на продаж на аукціони. Монастир та його приміщення пройшли через занепад, вікна та двері приміщень були відчинені по всяку пору, в монастирському саду та цвинтарі випасали худобу, а діти з сільських поселень безперешкодно бавилися книгами монастирської бібліотеки та трубами колишнього монастирського органа.
Приміщення покинутого монастиря продали, розділивши їх на дві частини. 1853 року в монастирі облаштували невеличкий завод.

## На початку 20 ст
Другого січня 1907 року сеньйора Еліза Феррер Карбо (мати художника Рамона Касаса) придбала монастирські приміщення з метою ремонтувати їх та перетворити на власну резиденцію. 10 листопада 1912 року сеньйора Еліза померла і монастир як спадок перейшов її трьом дітям — Рамону, Монсеррат та Елізі. Ремонтну реставрацію в колишньому монастирі проводив приятель Рамона Касаса — каталонський архітектор Хосеп Пуїг Кадафалк. 1931 року комплекс монастиря Сан Беніто де Баг отримав статус пам'ятки архітектури, що перебувала в приватній власності.
2000 року спадкоємці Елізи та Мосеррат Касас і Карбо продали монастирські приміщення. 2007 року тут відкрили історично-мистецький та туристичний комплекс з історії чернечого життя. На базі комплексу існують монастир, готель, фабрика та ін.

## Монастирська церква
Сучасна монастирська церква має одну наву та три апсиди. Нава завширшки 7,5 метрів має довжину 30 метрів, склепіння досягає висоти 12,5 метрів. Один вхід розташований на заході. Через другі двері церква сполучається з внутрішнім двором.
Головним вівтарем був вівтар на честь Сан Беніто, два інші — на честь СаН Антоніо та Сан Андре. Цей стан вівтарів тривав до 1212 року, коли було прийняте рішення присвятити головний вівтар Богородиці.

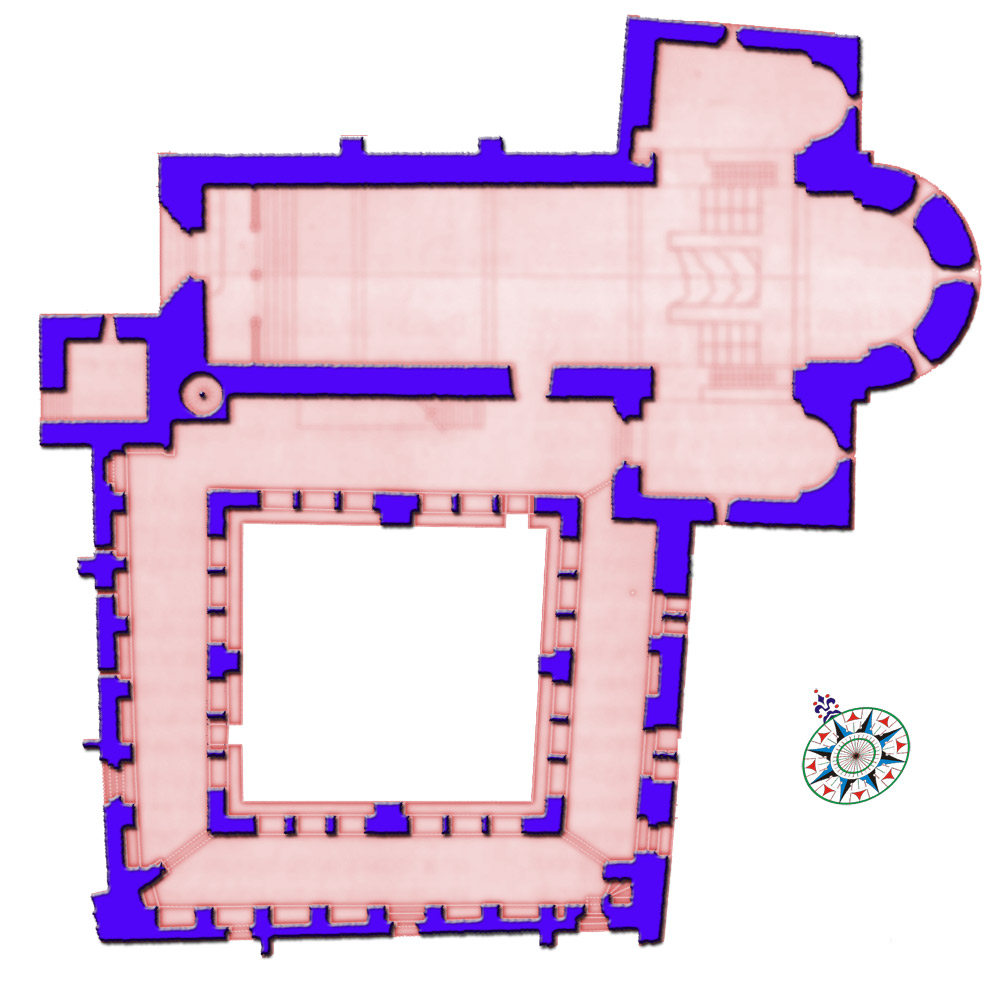
План монастирської церкви і дворика
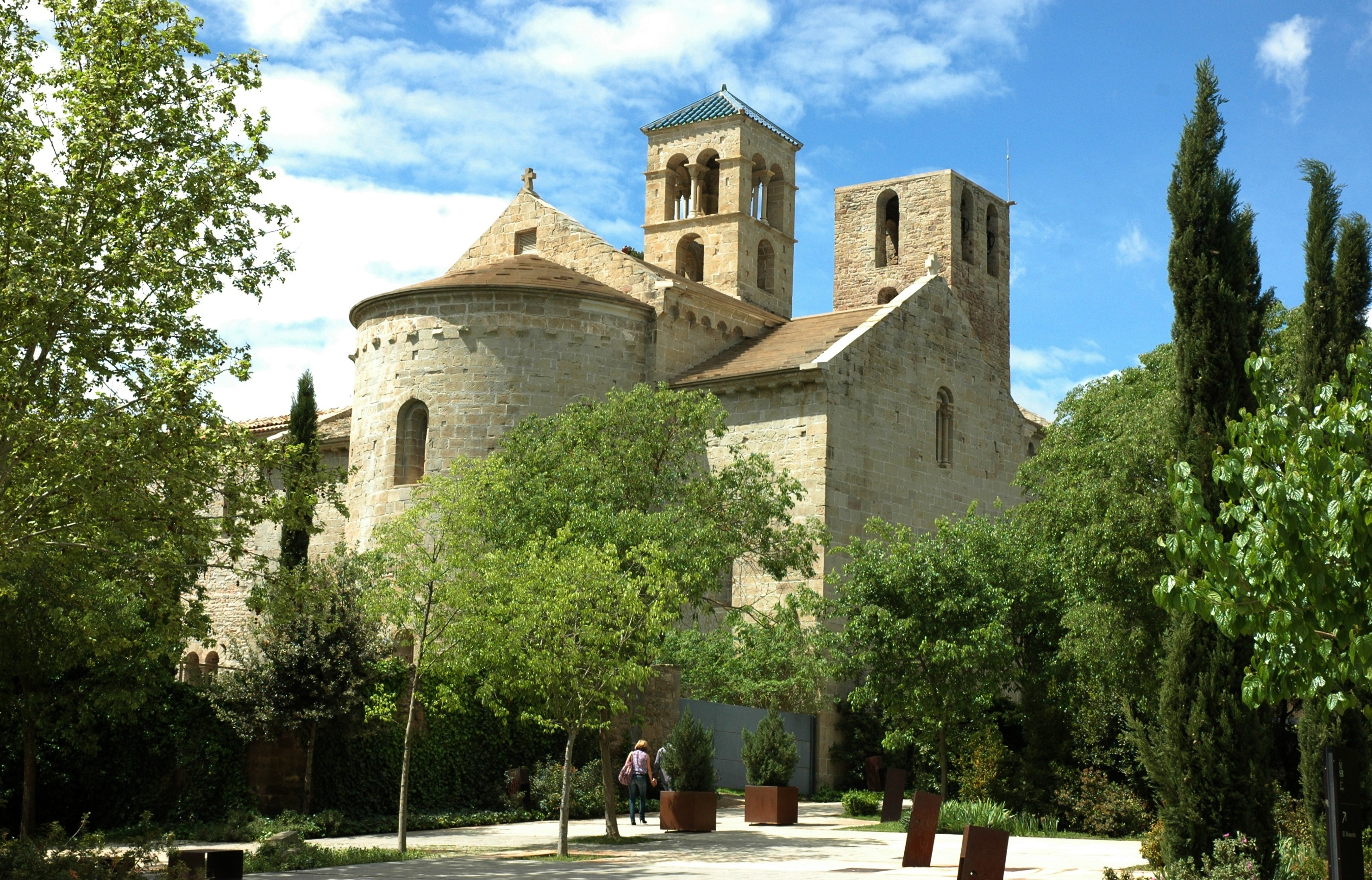
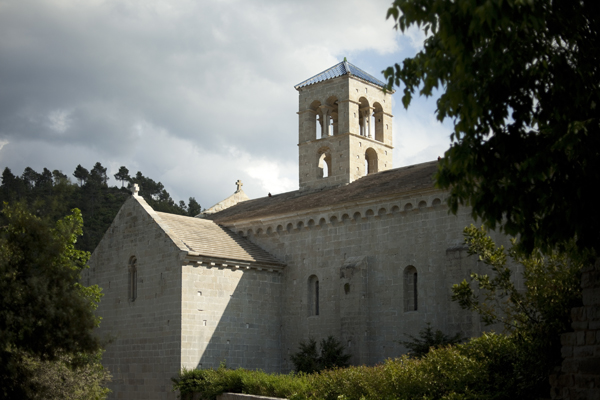
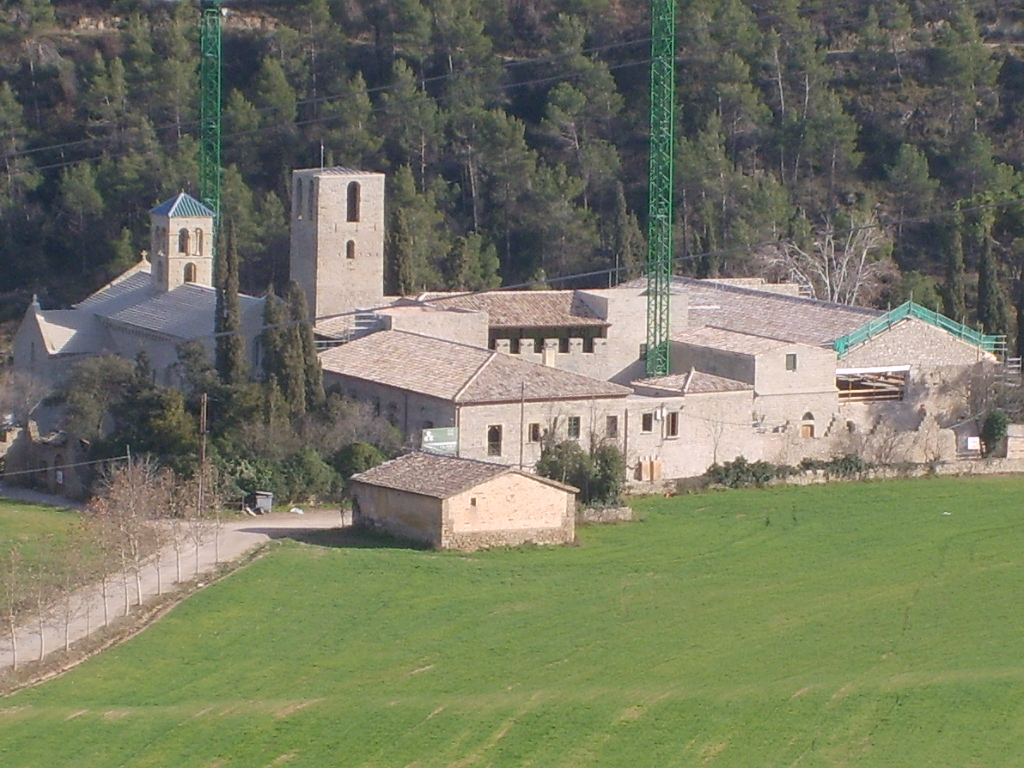

## Обрані фото комплексу монастиря (галерея)

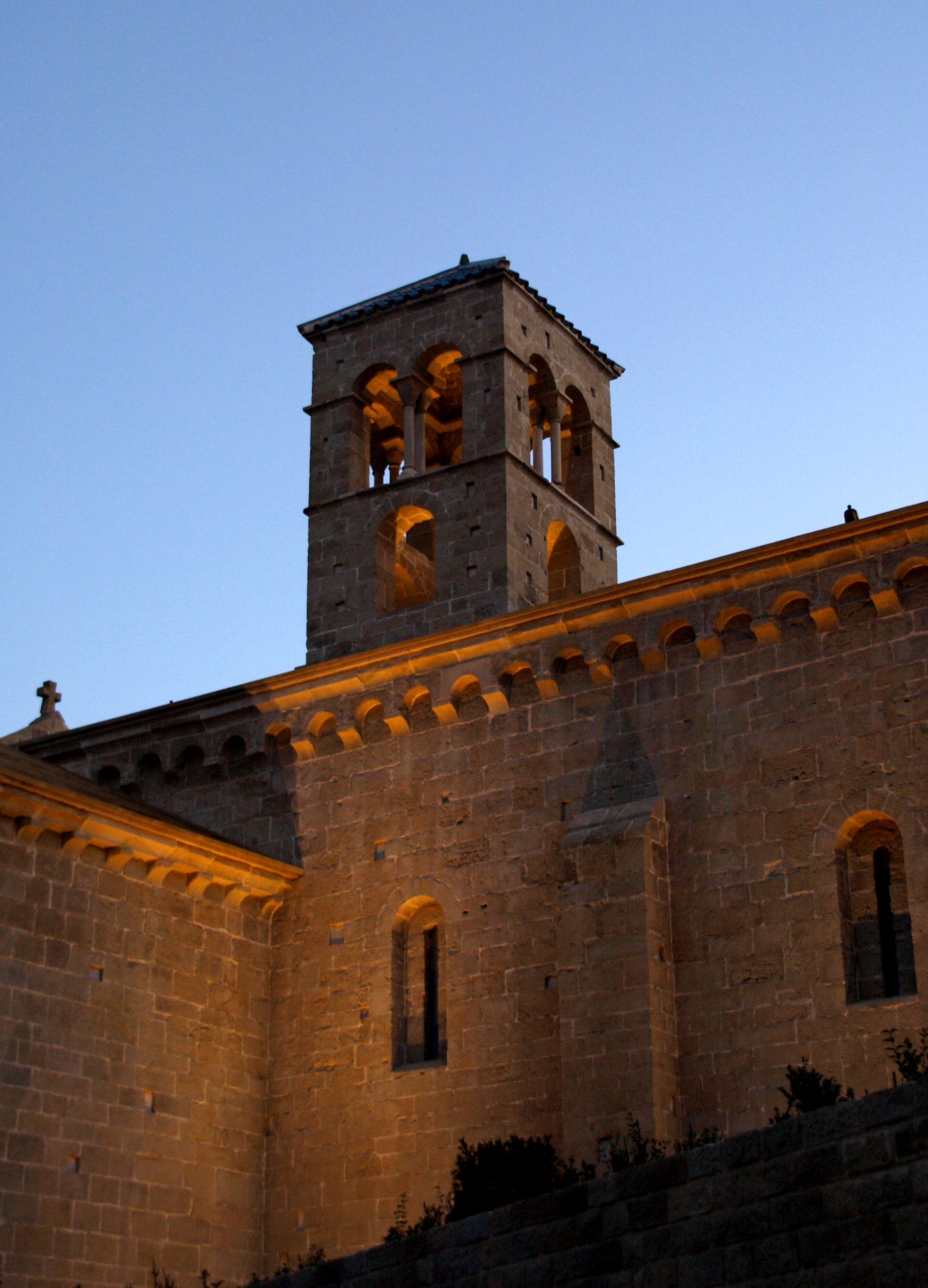
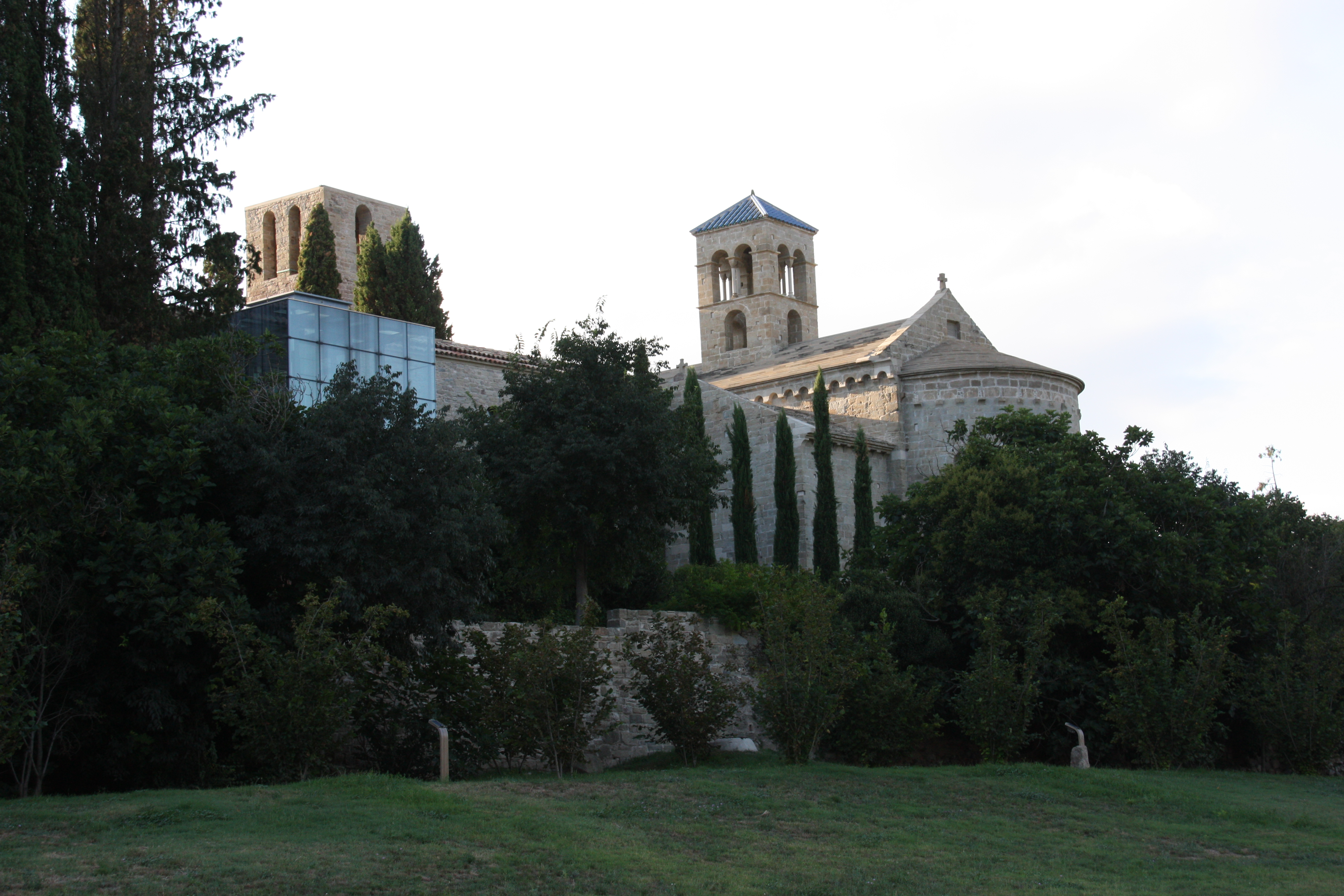
Загальний вигляд зі сходу
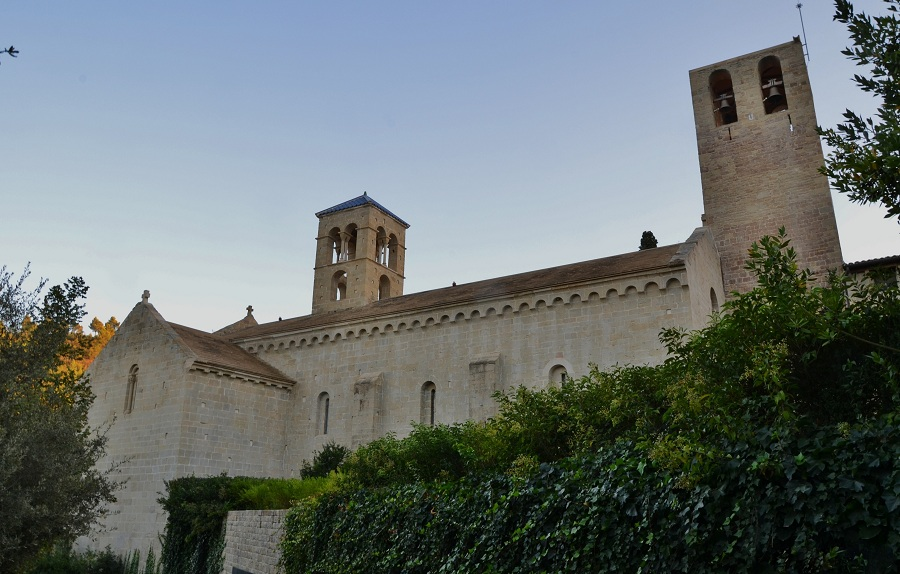
Бічний фасад монастирської церкви
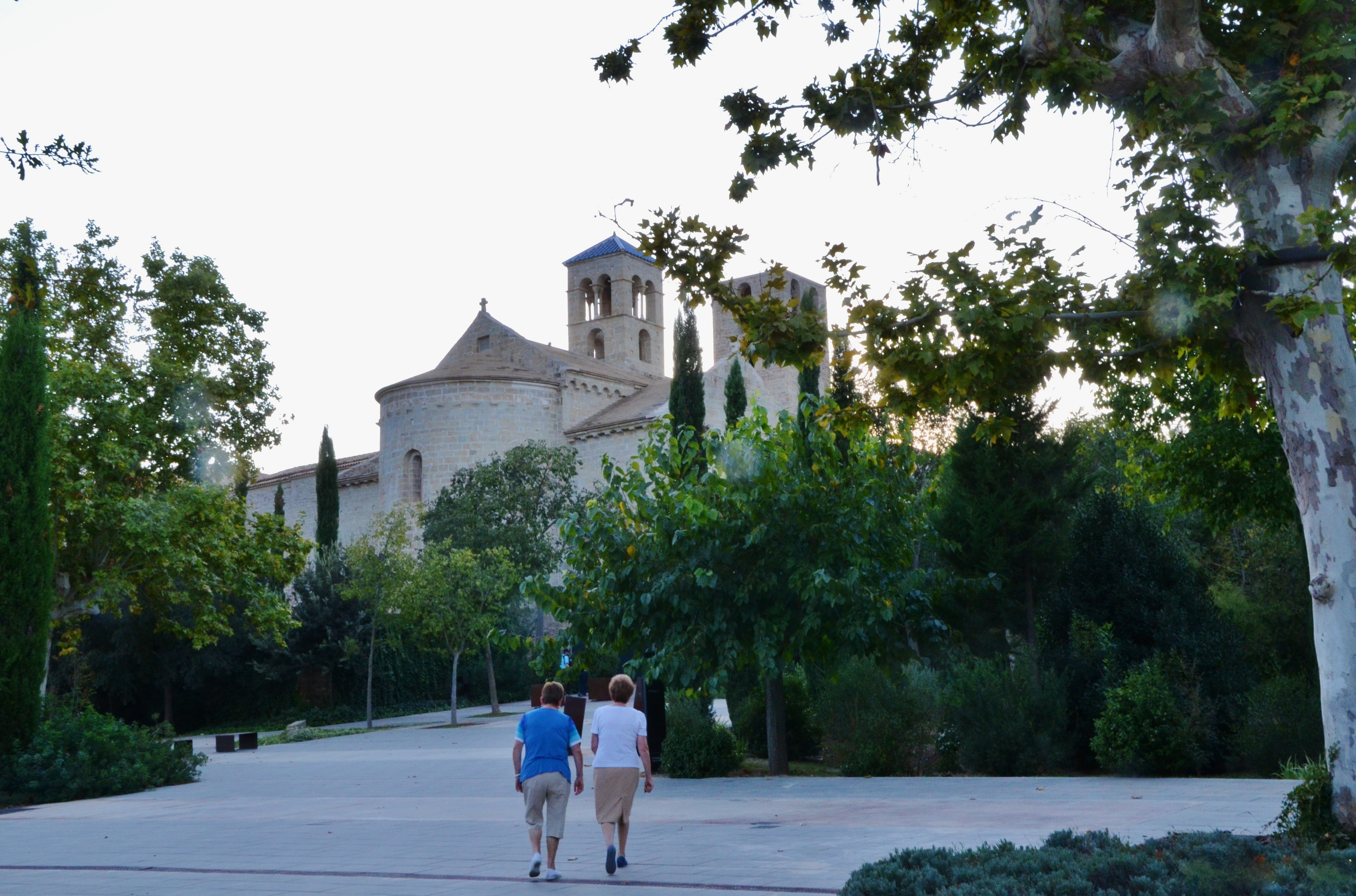
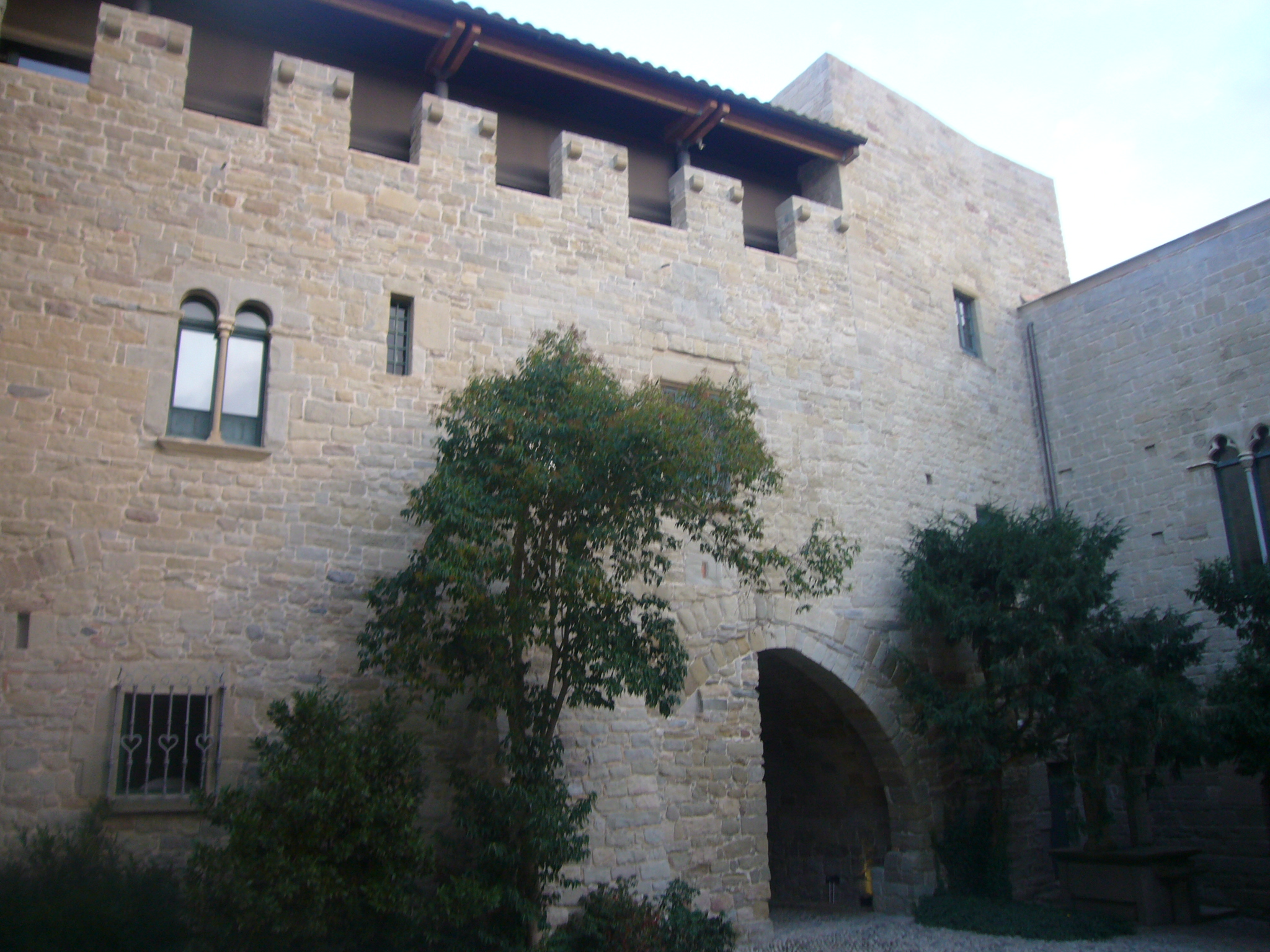
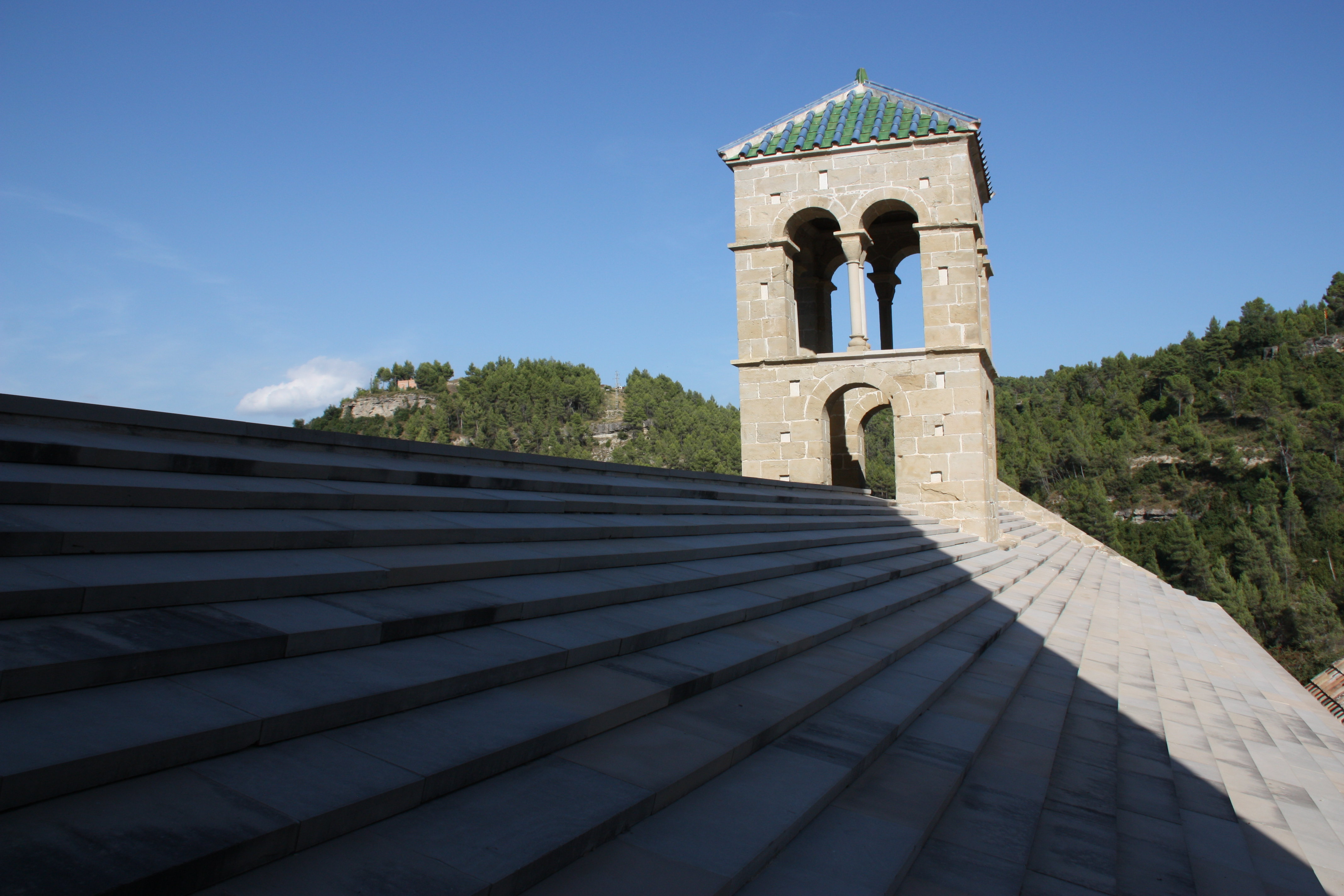
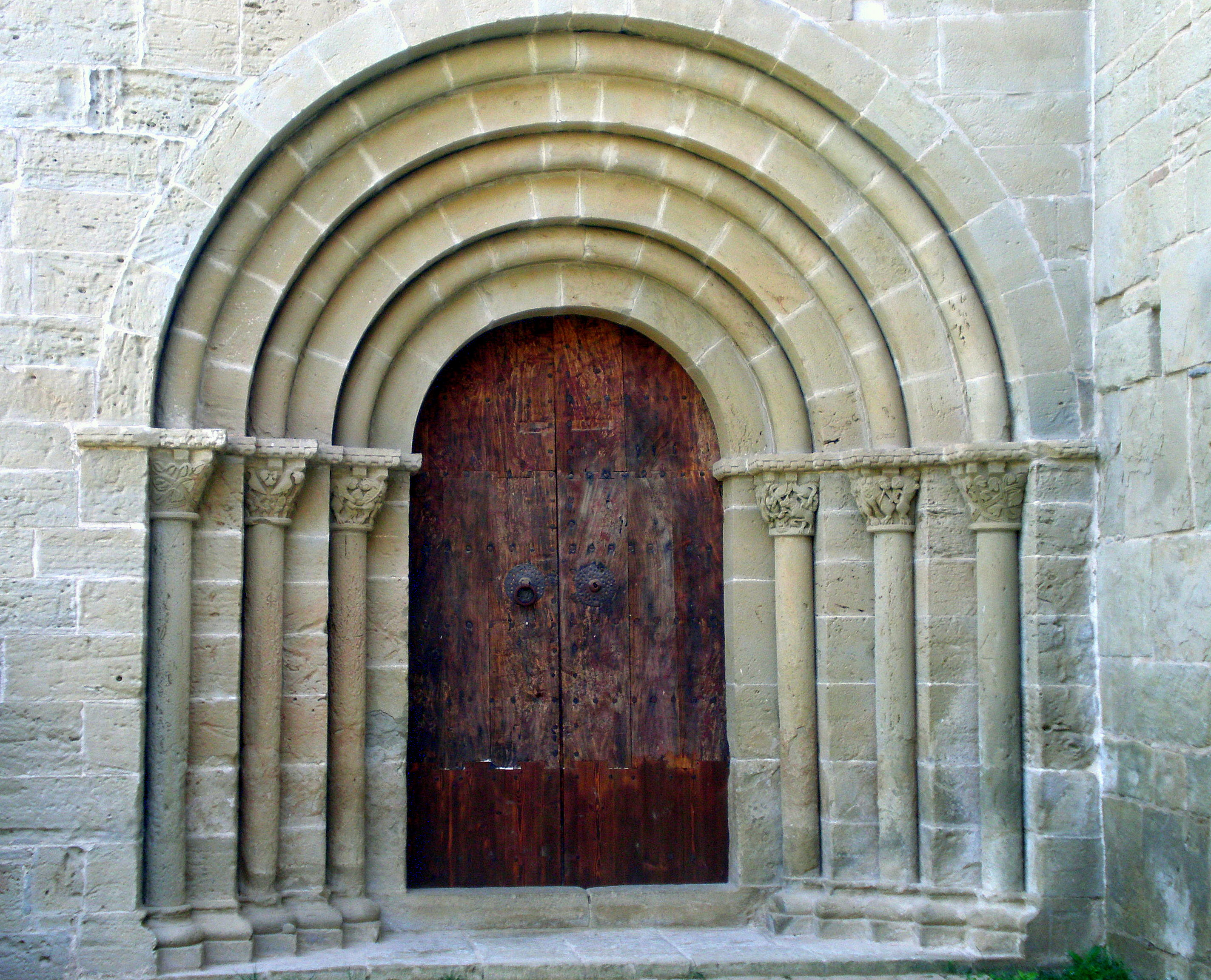
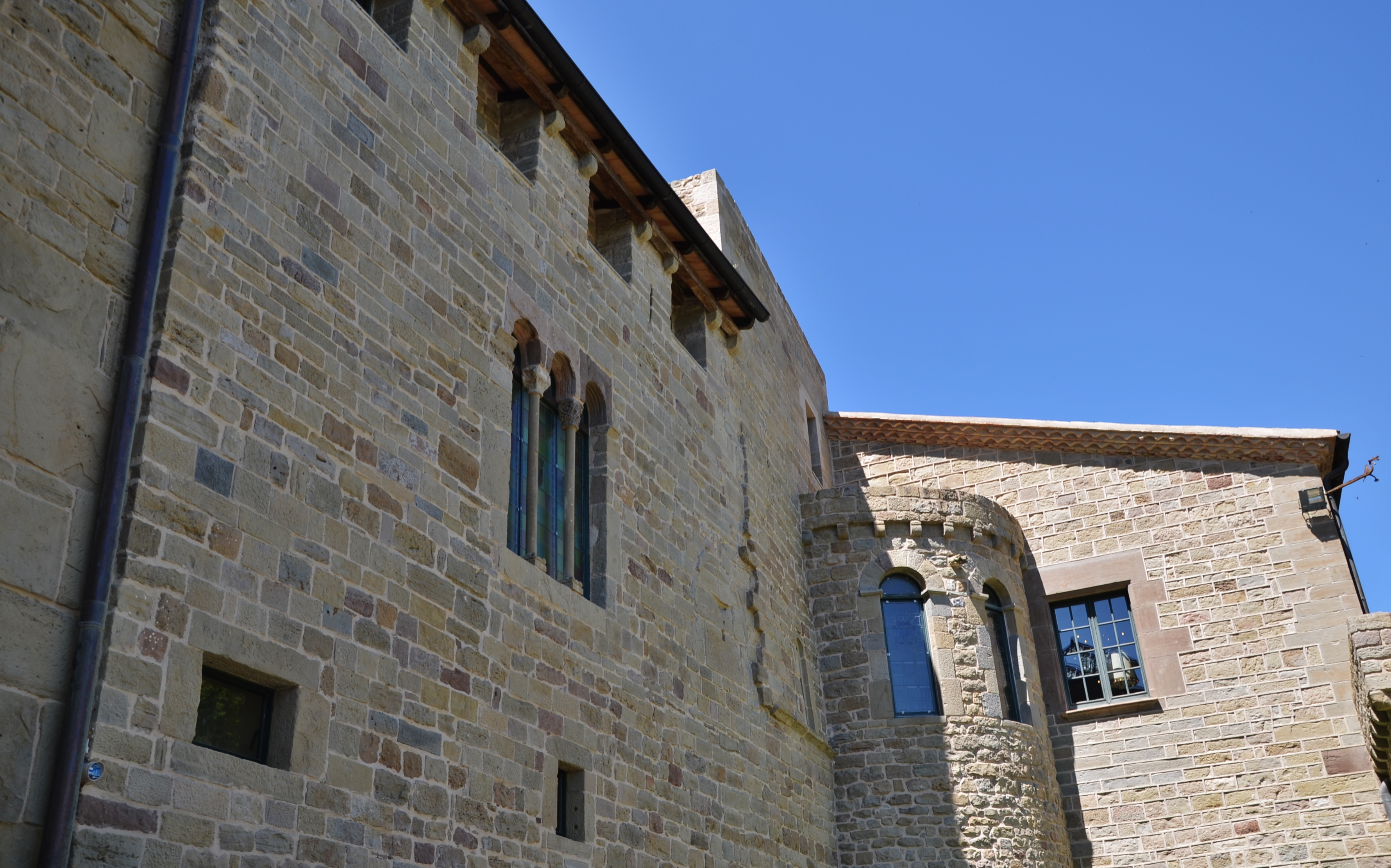
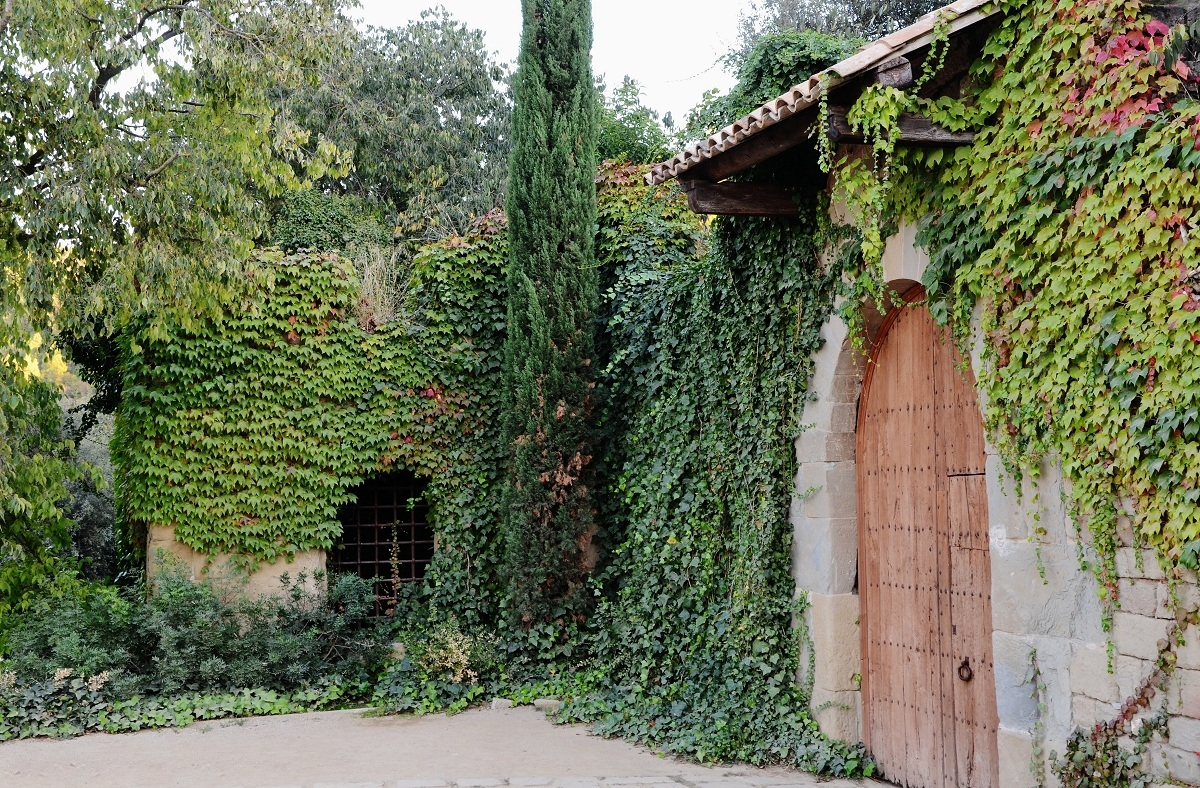
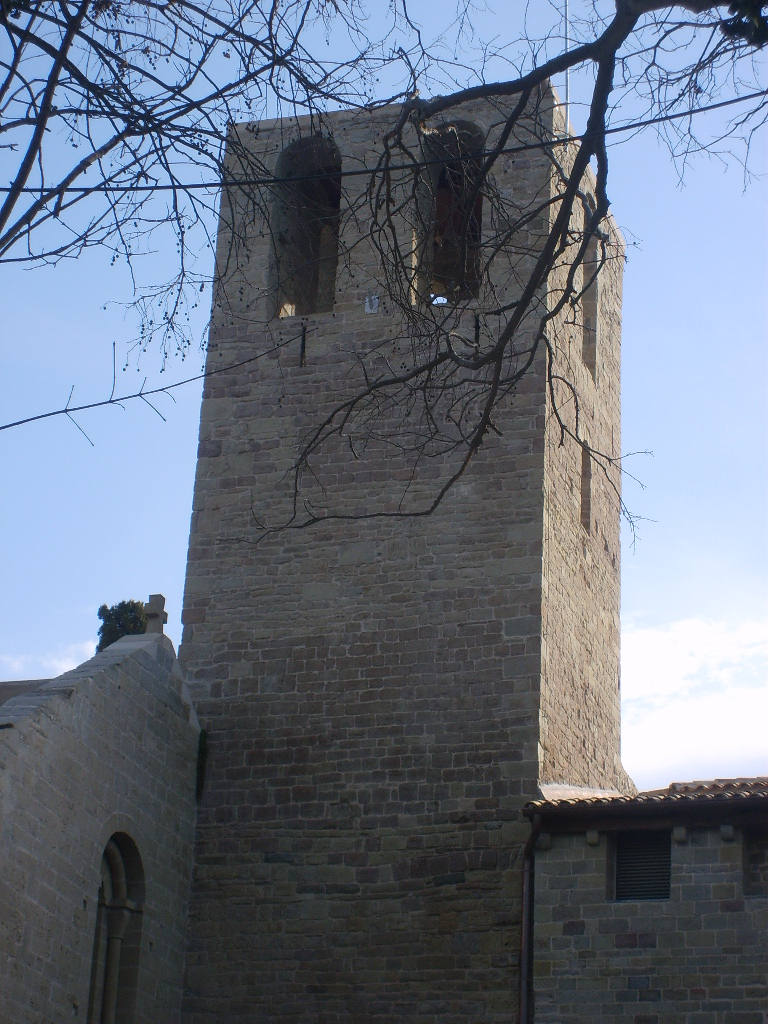
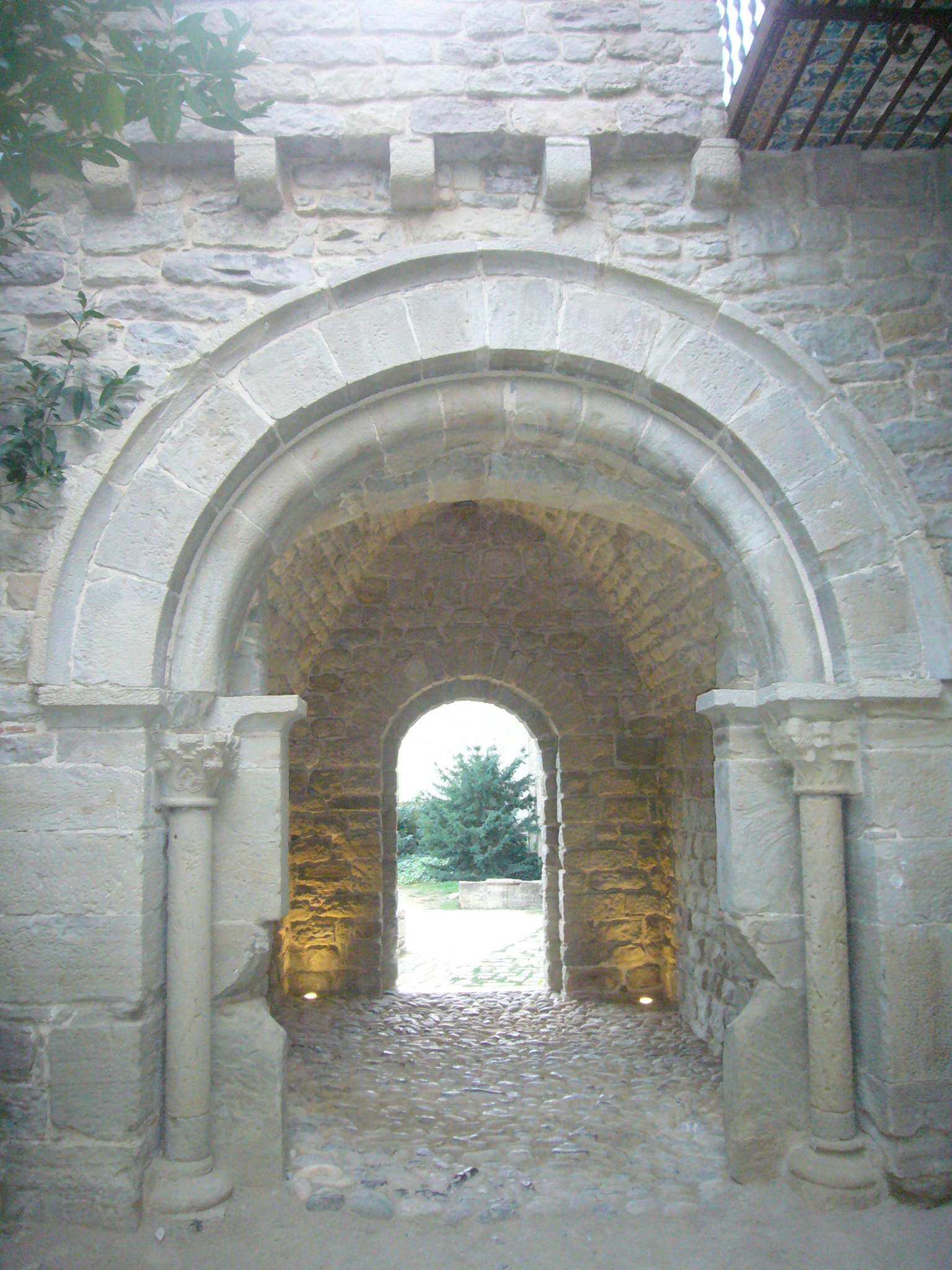
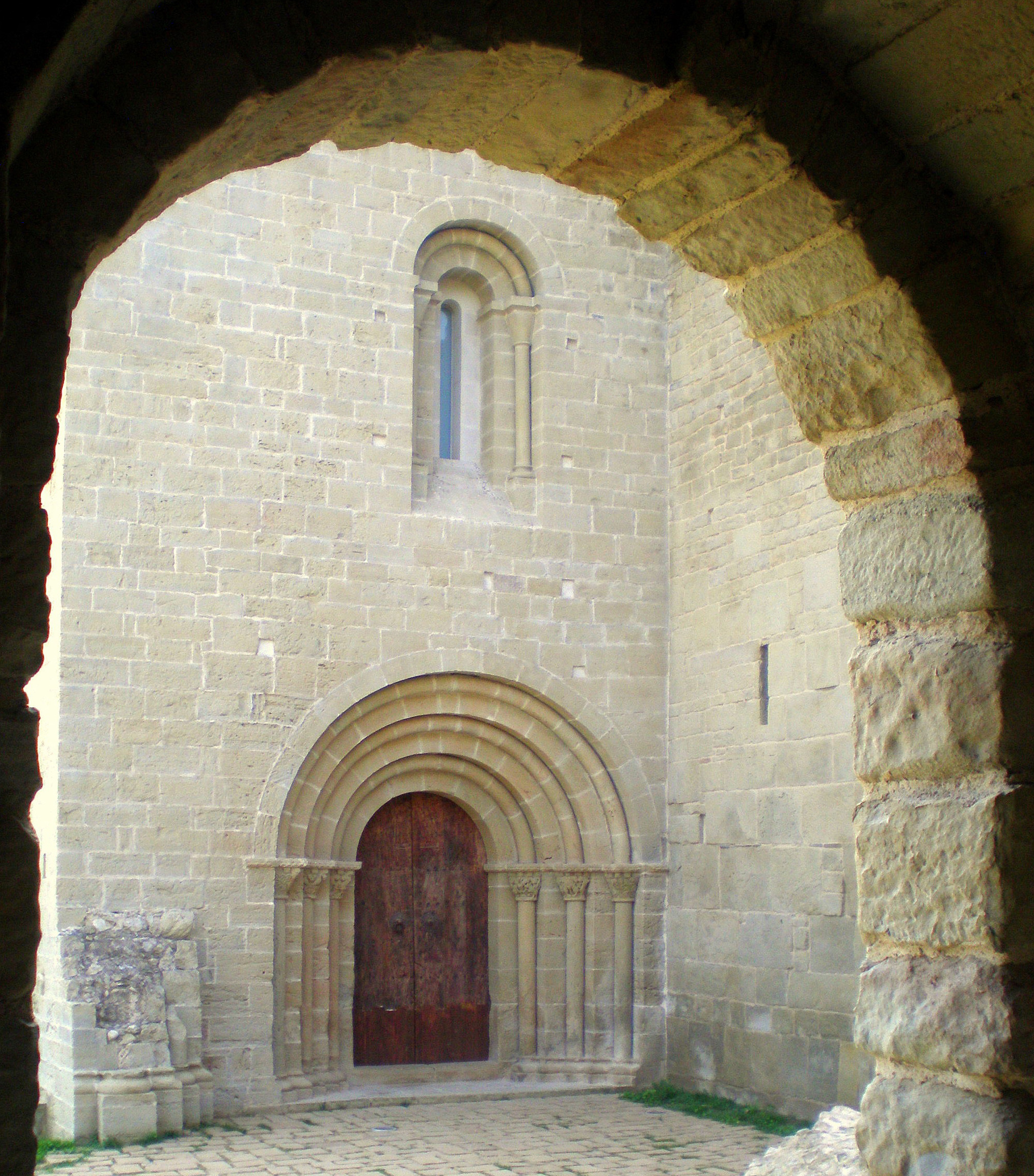

## Зразки різьблених капітелей

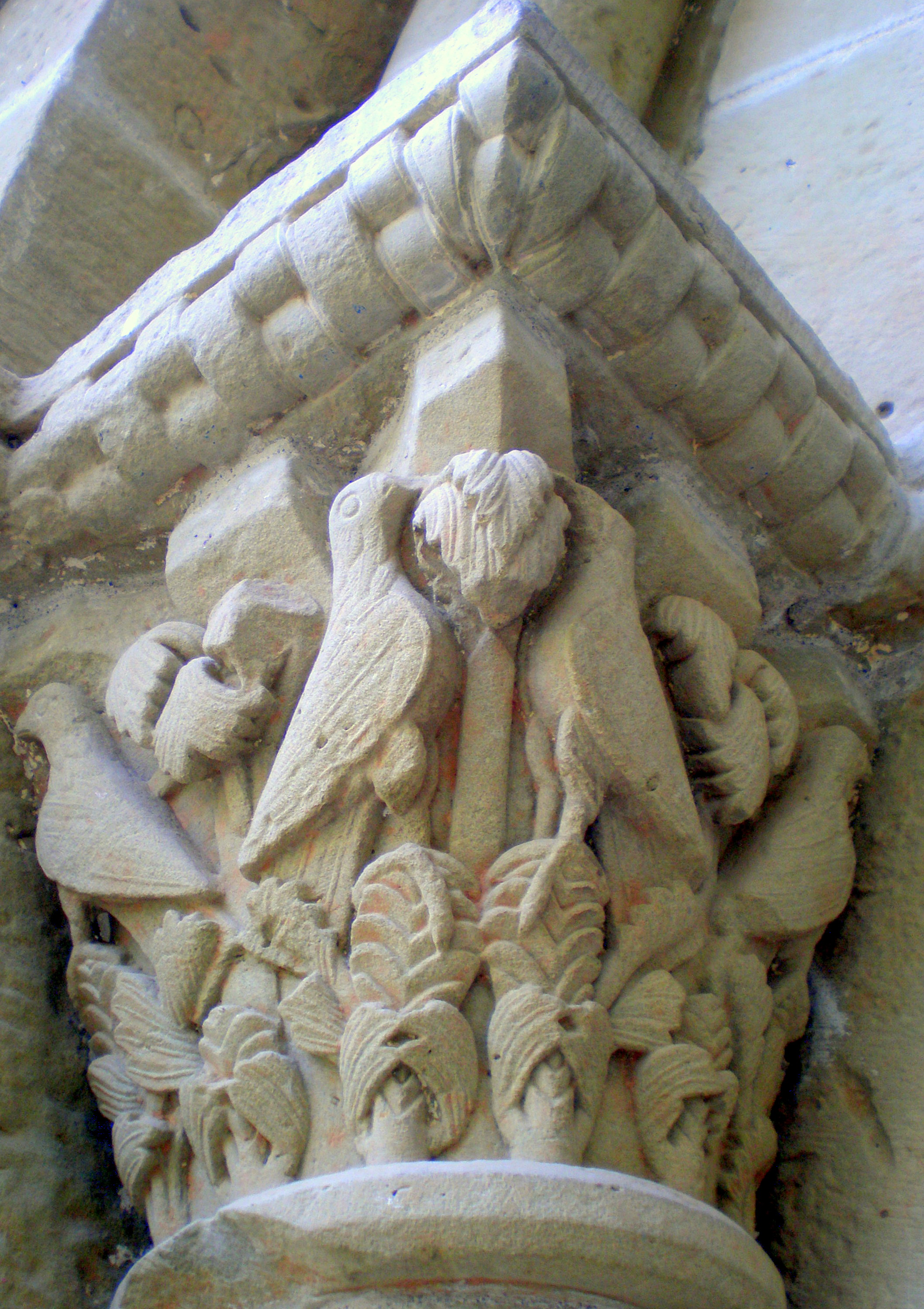
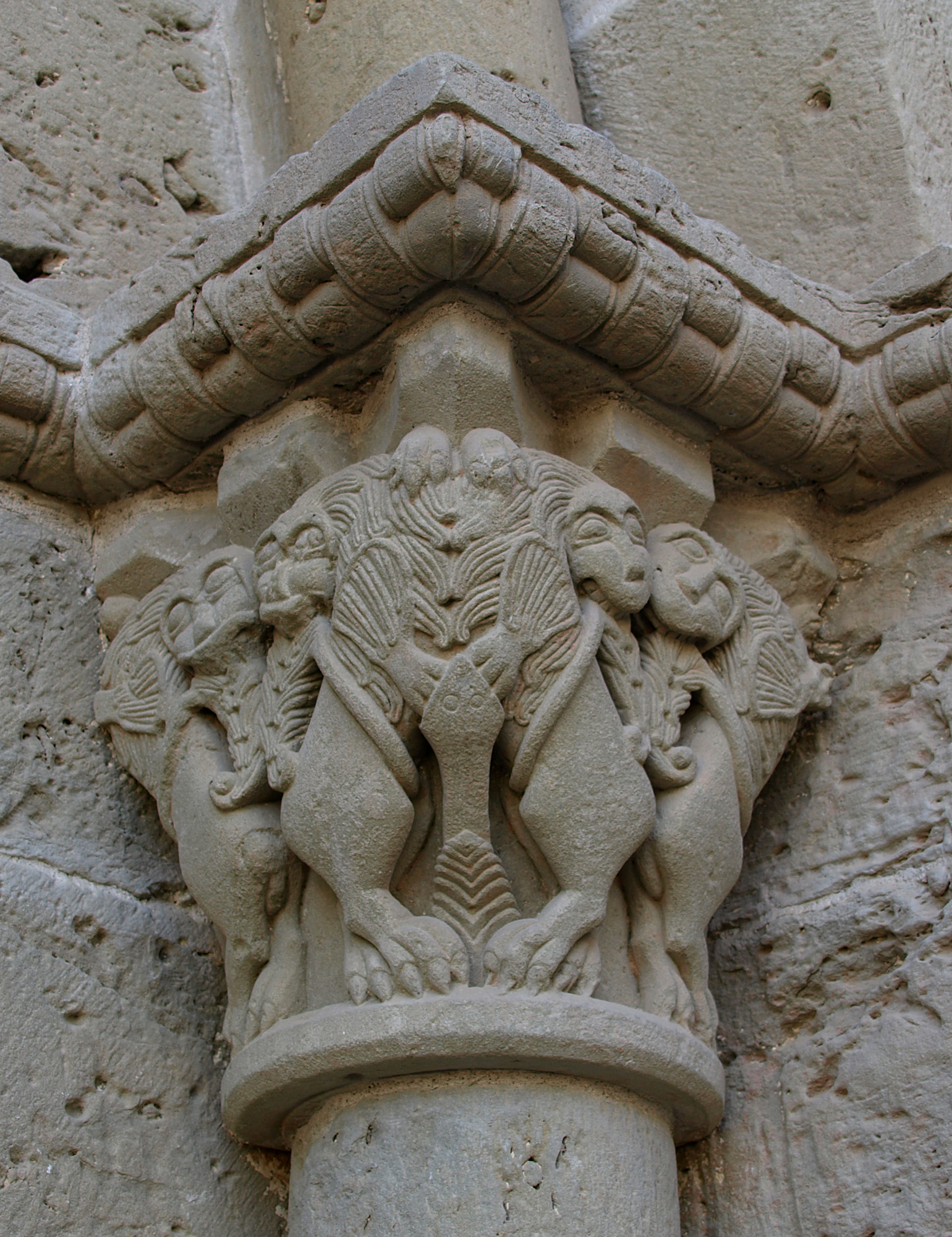
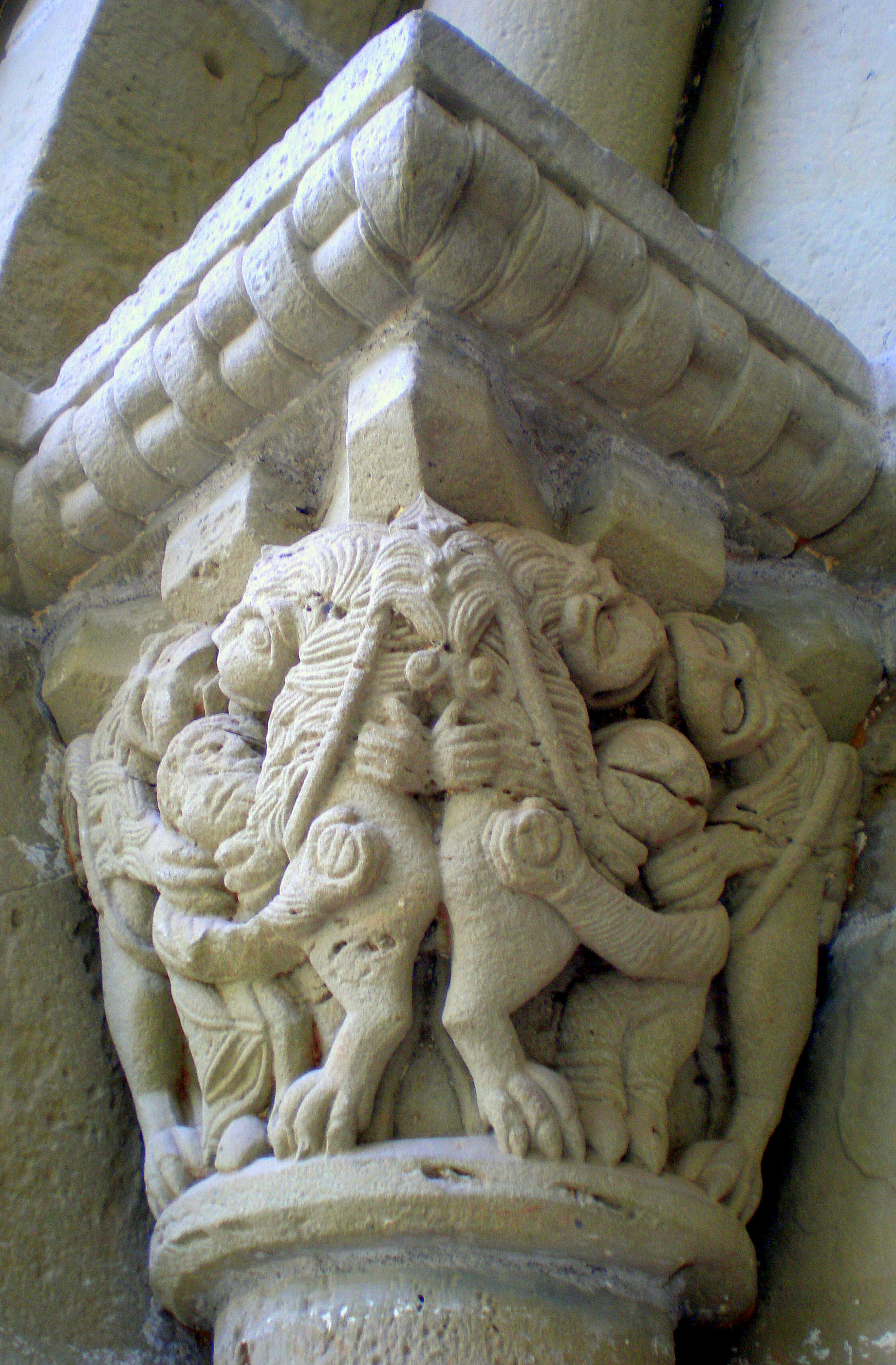
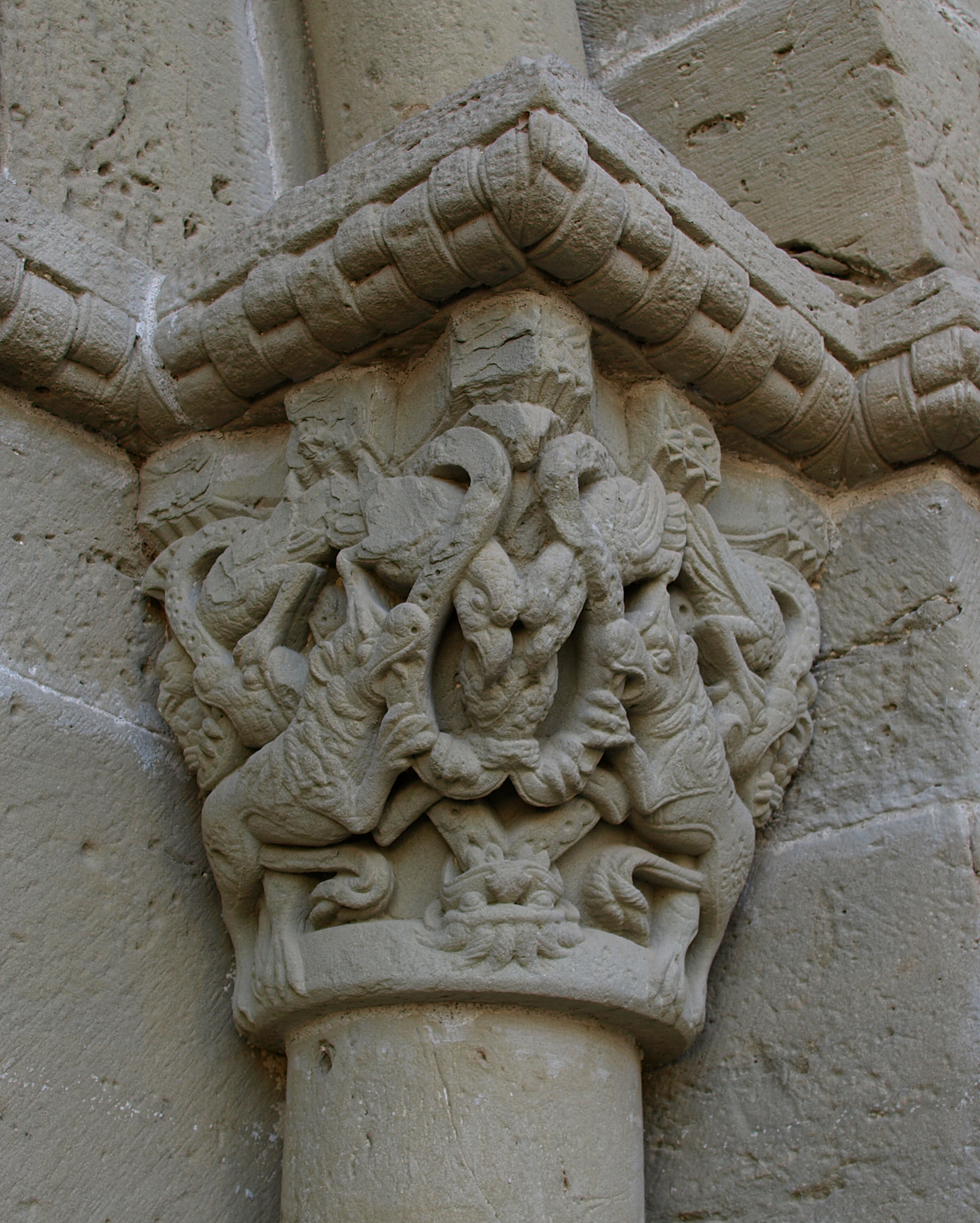
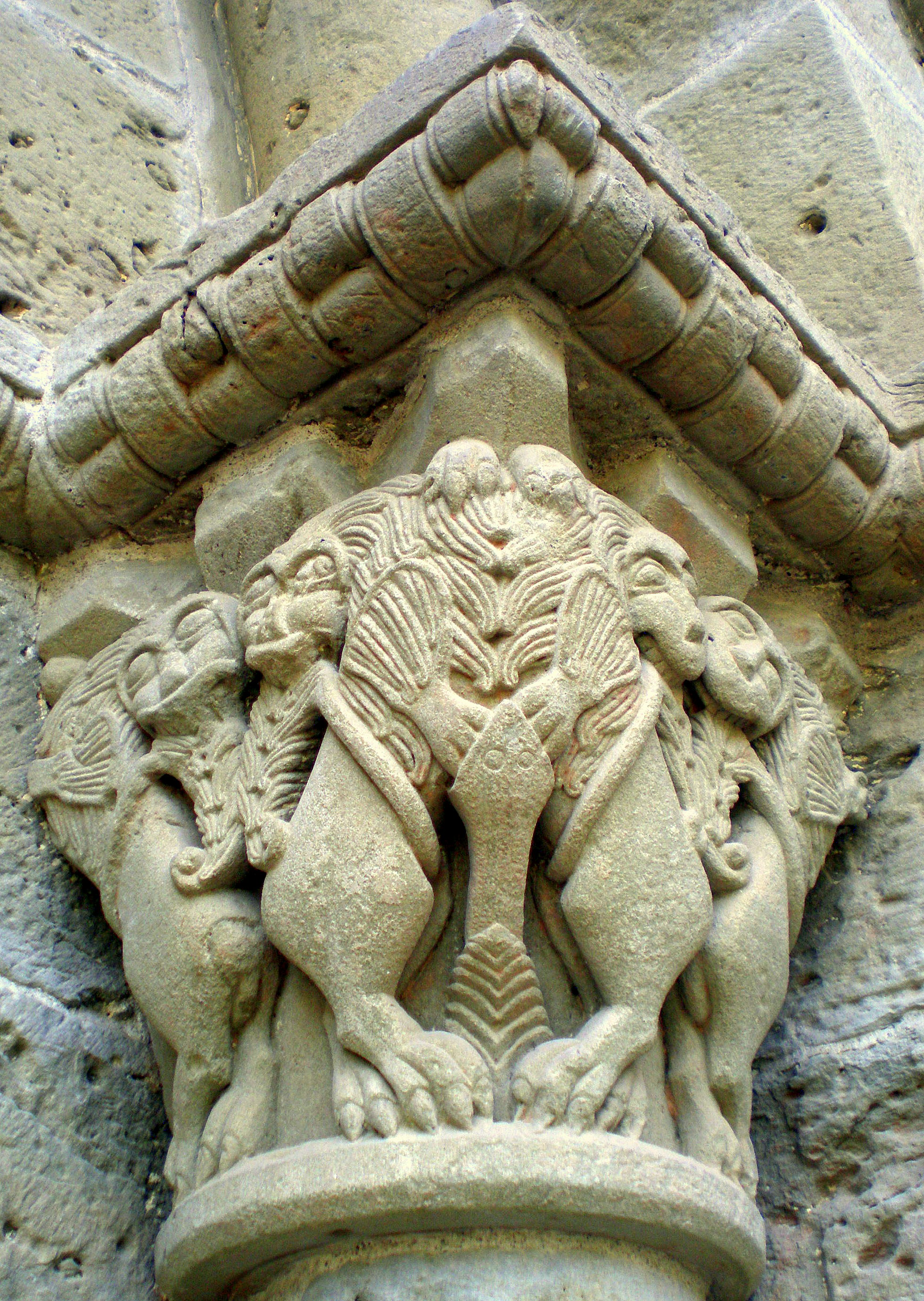
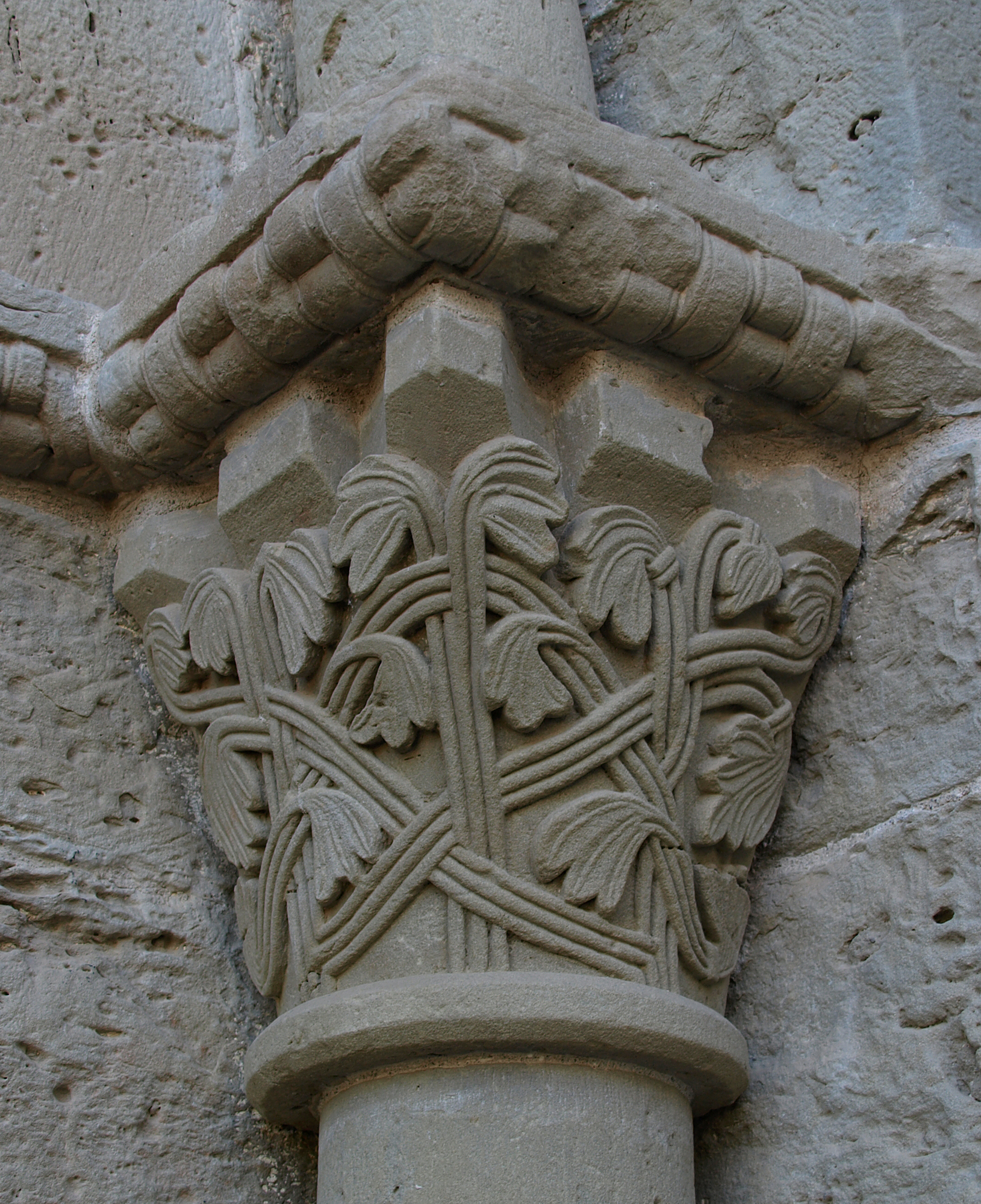
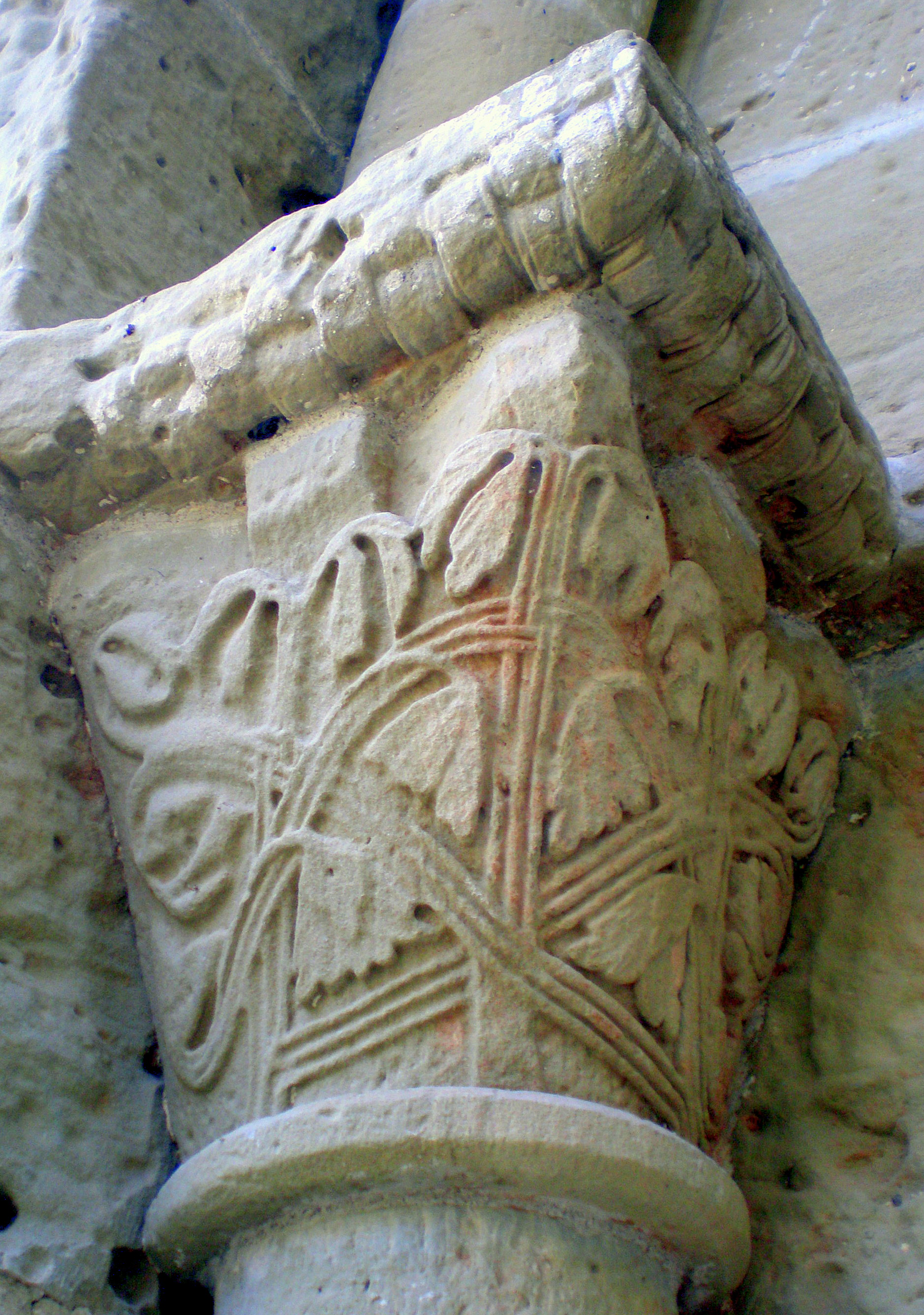
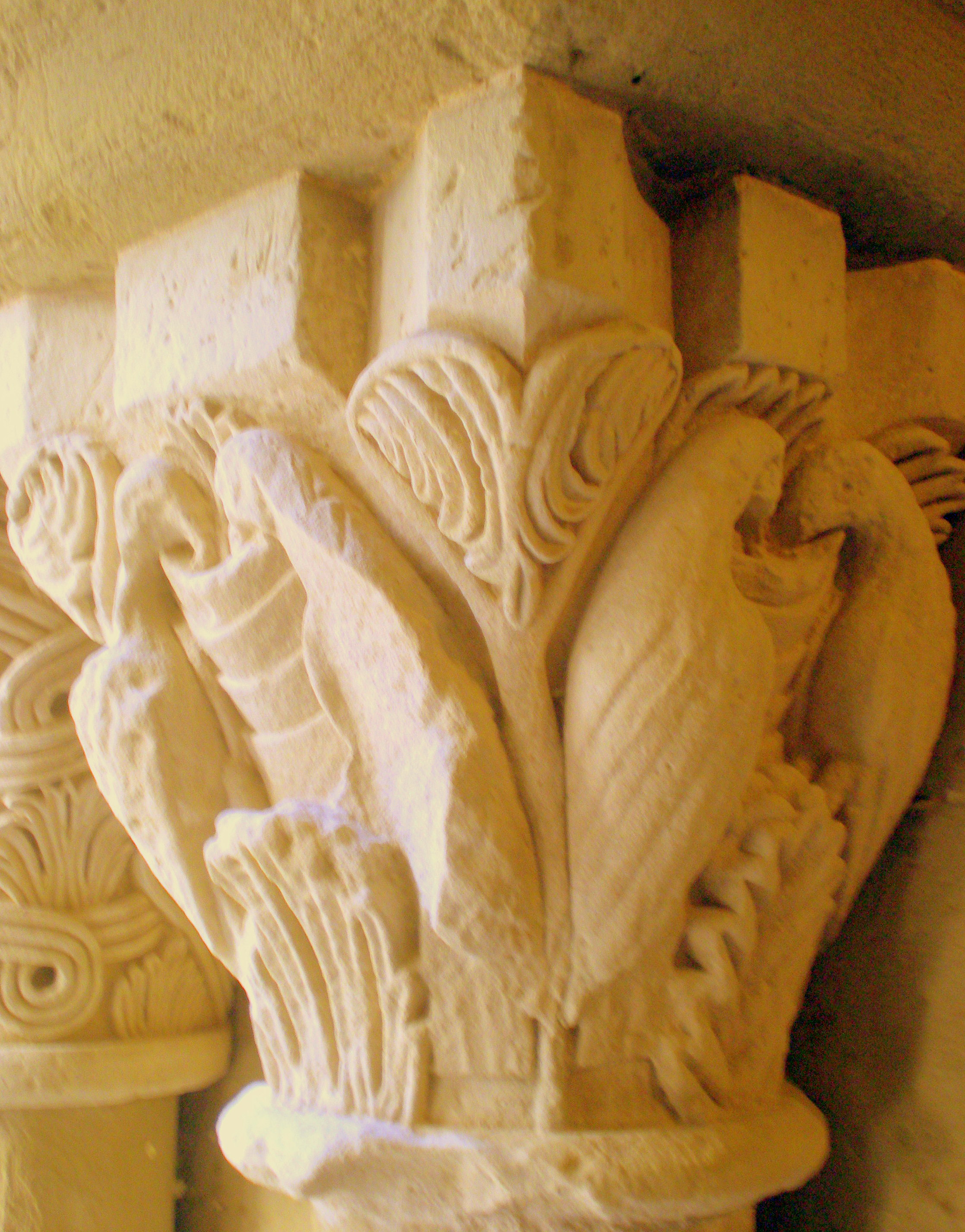

## Інтер'єри

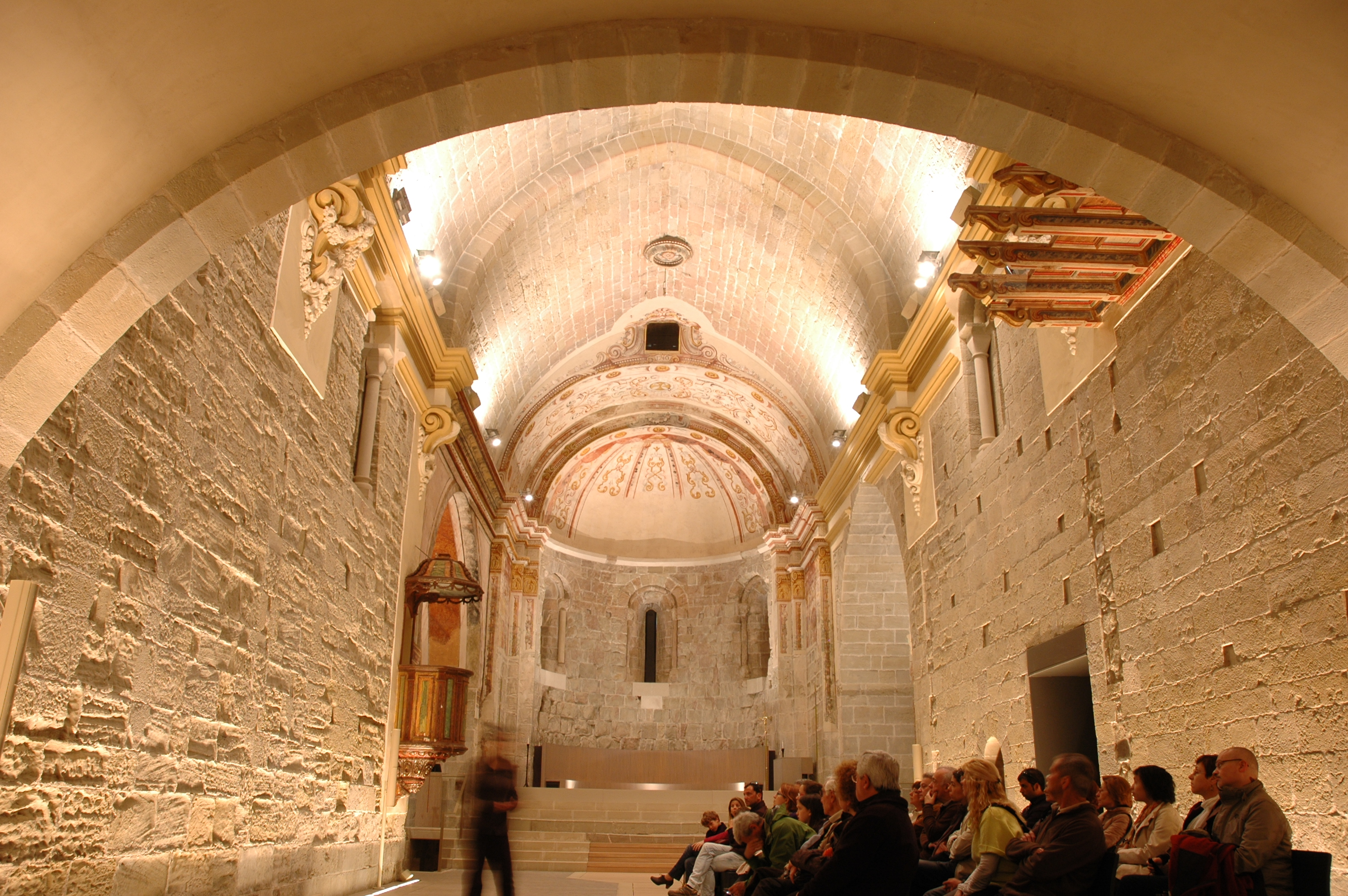
Головна нава монастирської церкви
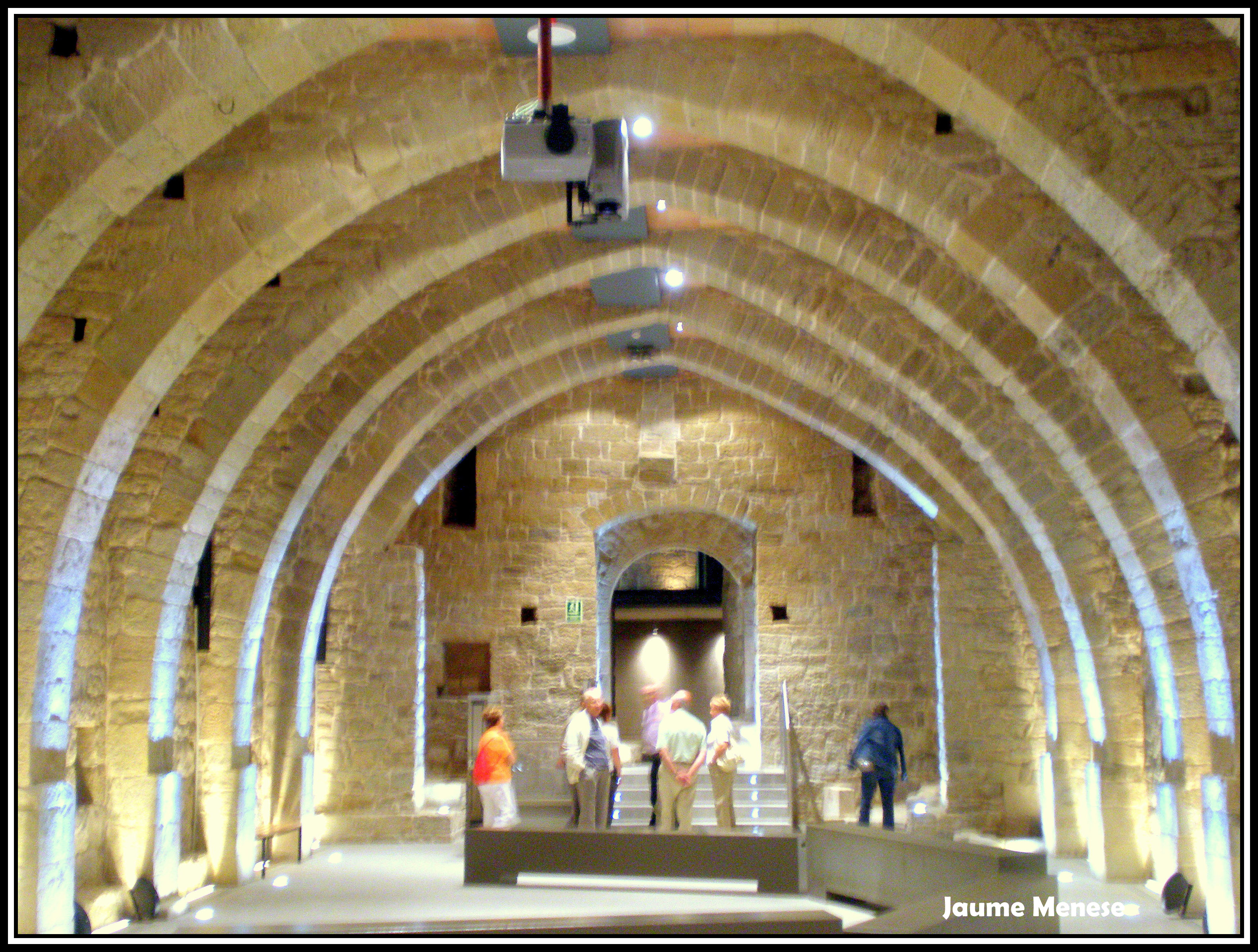
Склепіння колишньої монастирської виноробні
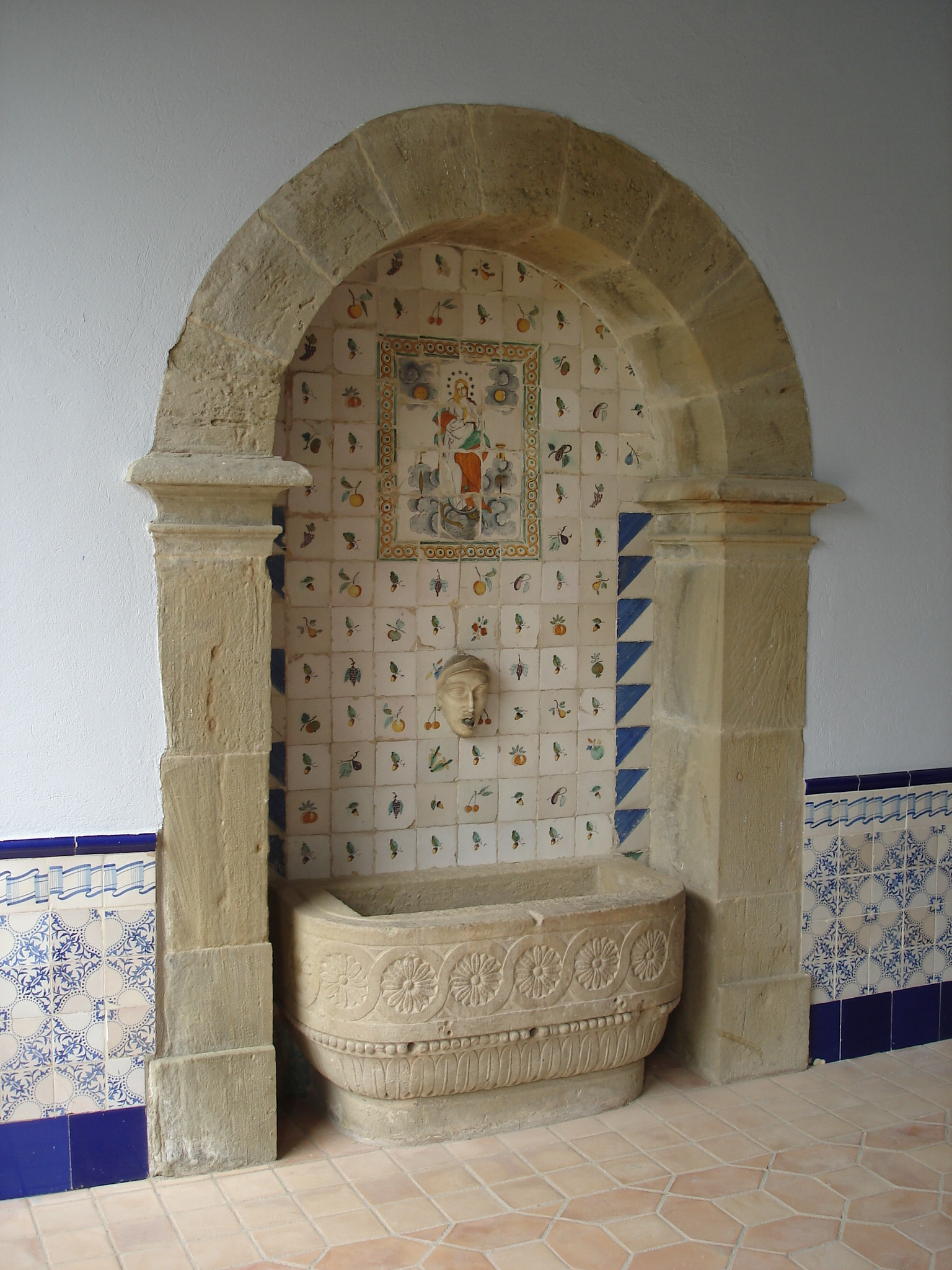
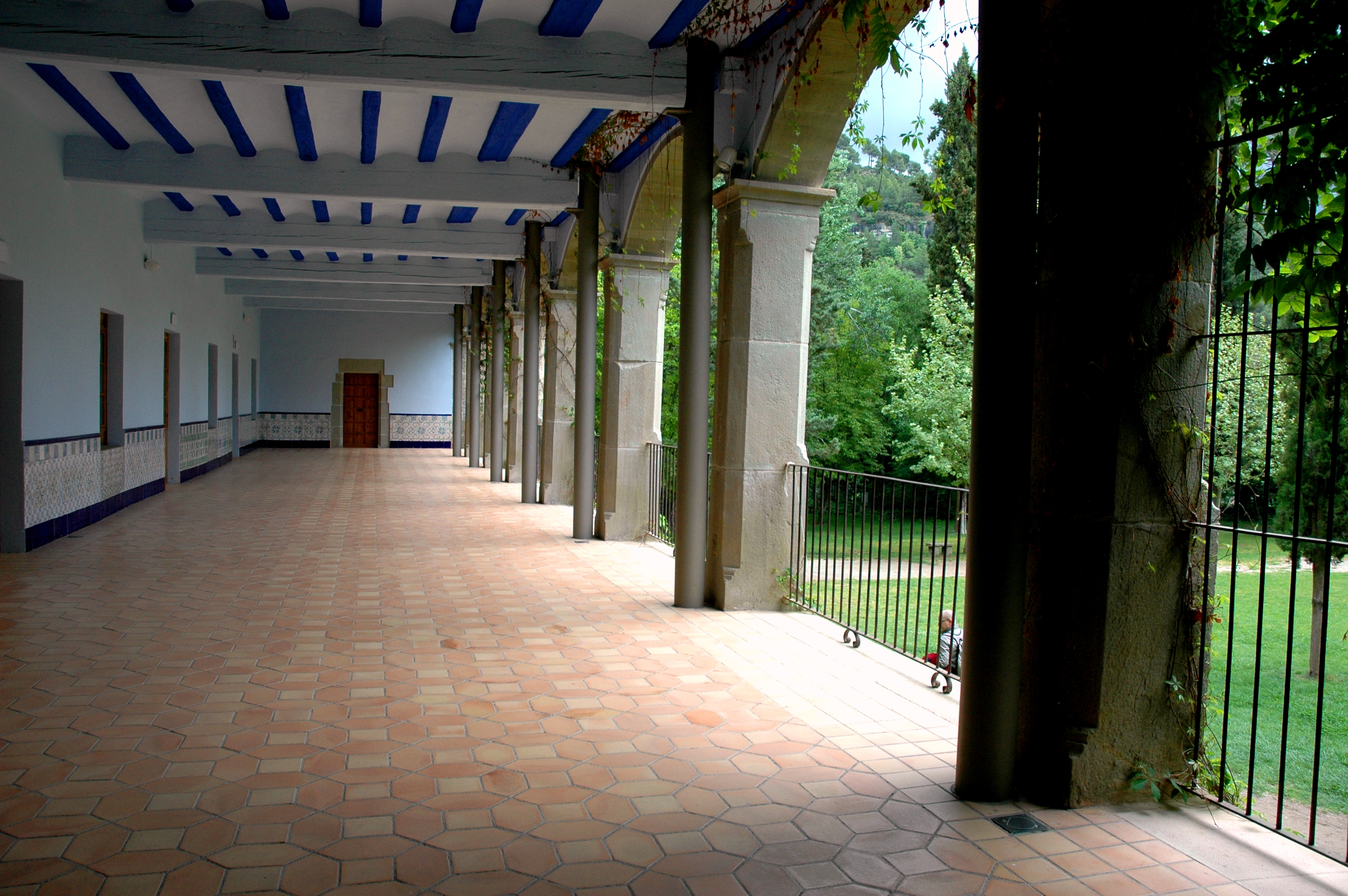
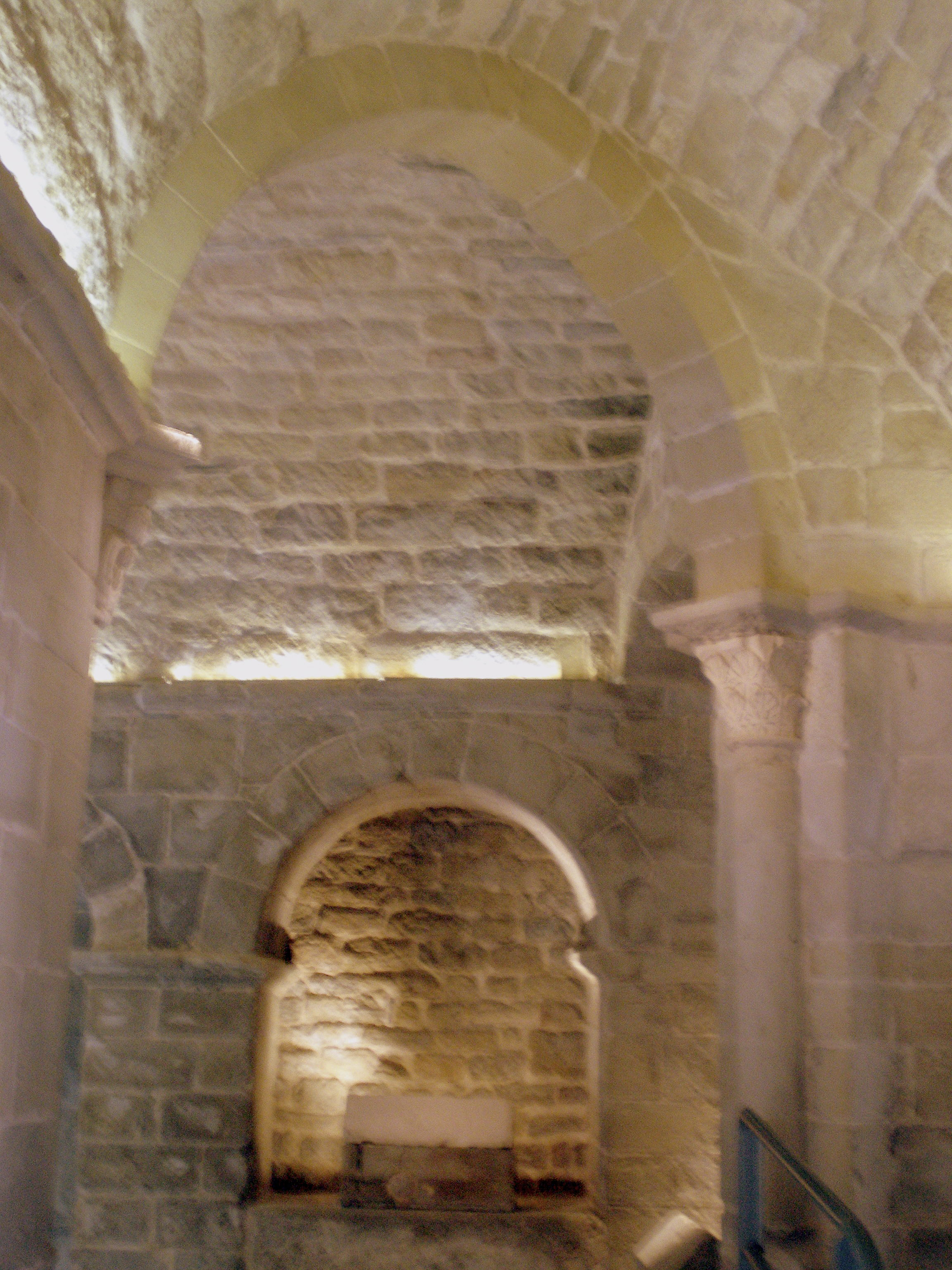